# ハード・ロック・ライブ
ハード・ロック・ライブ（Hard Rock Live）は、フロリダ州ハリウッドセミノール・ハード・ロック・ホテル・アンド・カジノ内にある多目的スペースである。7000人収容。主にコンサートとボクシングの興行で使用される。

## 概要
2005年7月12日、5500人収容の多目的スペースとしてオープン。スポーツやコンサート、コメディーショー等利用例は多岐にわたる。
コンサートを行った主なアーティストはエリック・クラプトン、エアロスミス、B.B.キング、ウィリー・ネルソン、ステインド、ボン・ジョヴィ、ザ・フー、ザ・キラーズ、パティ・ラベル、ブルース・スプリングスティーン、ビリー・ジョエル、グロリア・エステファン、ロッド・スチュワート、デフ・レパード、リンゴ・スター、プリンス、アンドレア・ボチェッリ、ティム・マグロウ、ファーギーがアリーナでコンサートを行った。アリーナではインドア・フットボールチームであるフロリダ・フレンジーがホームにしていた時期もあった。
2018年3月に一時閉館し15億ドルで改修工事が行われた。その間3500人収容で一時閉館と同時にオープンしたハード・ロック・イベント・センターとしてオープンした。改修から5500席から7000席に拡張され2019年10月25日にリニューアルオープン。リニューアル最初のこけら落とし公演はマルーン5が行った。2021年5月6日には新型コロナウイルス感染症の世界的流行で1年延期されたミス・ユニバース2020が行われ、2022年1月1日にはプレミア・ボクシング・チャンピオンズが2015年スタート以来初めてとなる元日開幕戦が行われた。